# Dampjoux
Dampjoux ist eine französische Gemeinde mit 164 Einwohnern (Stand: 1. Januar 2022) im Département Doubs in der Region Bourgogne-Franche-Comté. Sie gehört zum Arrondissement Montbéliard und ist Mitglied im Gemeindeverband Pays de Montbéliard Agglomération. Die Einwohner werden Ajoies und genannt.

## Geographie
Dampjoux liegt auf 360 m, fünf Kilometer südlich von Pont-de-Roide-Vermondans und etwa 19 Kilometer südlich der Stadt Montbéliard (Luftlinie). Das Dorf erstreckt sich im Jura, in einer Talweitung des Doubs am linken Ufer des Flusses, vor dessen klusartigem Durchbruch durch die Lomontkette, am Nordostfuß der Höhen von Les Terres-de-Chaux. Das Gemeindegebiet gehört zum Regionalen Naturpark Doubs-Horloger.
Die Fläche des 2,31 km² großen Gemeindegebiets umfasst einen Abschnitt des französischen Juras. Eingegrenzt wird das Gebiet im Osten durch den Doubs und im Norden durch seinen linken Zufluss Barbèche, der parallel zur Lomontkette fließt. Der Doubs hat hier ein tiefes Tal mit einem bis zu einem Kilometer breiten, flachen Talboden ausgebildet. Von einer ehemaligen Flussschleife zeugt der Hügel Montoille (405 m), der heute einen charakteristischen Umlaufberg darstellt. Vom Flusslauf erstreckt sich das Gemeindeareal westwärts über die Talniederung und den angrenzenden steilen, überwiegend bewaldeten Hang hinauf bis an den Rand der Höhen von Les Terres-de-Chaux. Hier wird mit 680 m die höchste Erhebung von Dampjoux erreicht.
Nachbargemeinden von Dampjoux sind Feule und Villars-sous-Dampjoux im Norden, Noirefontaine im Osten, Bief im Süden sowie Les Terres-de-Chaux im Westen.

## Geschichte
Erstmals schriftlich erwähnt wird Dampjoux im Jahr 1136 in einer Besitzurkunde des Klosters Lucelle. Vom 13. bis zum 15. Jahrhundert gehörte Dampjoux zur Herrschaft Mathay unter der Oberhoheit der Familie von Neuchâtel. Seit der Zeit um 1500 gehörte der eine Teil des Dorfes zur Herrschaft Châtillon (unter der Oberhoheit der Grafen von Burgund), der andere zur Herrschaft Clémont, welche unter der Oberhoheit des Fürstentums Württemberg-Mömpelgard (Montbéliard) stand. Im Jahr 1748 gelangte Dampjoux definitiv unter französische Verwaltung.

## Sehenswürdigkeiten
Die Dorfkirche St. Georg in Dampjoux wurde im Jahr 1728 neu erbaut.

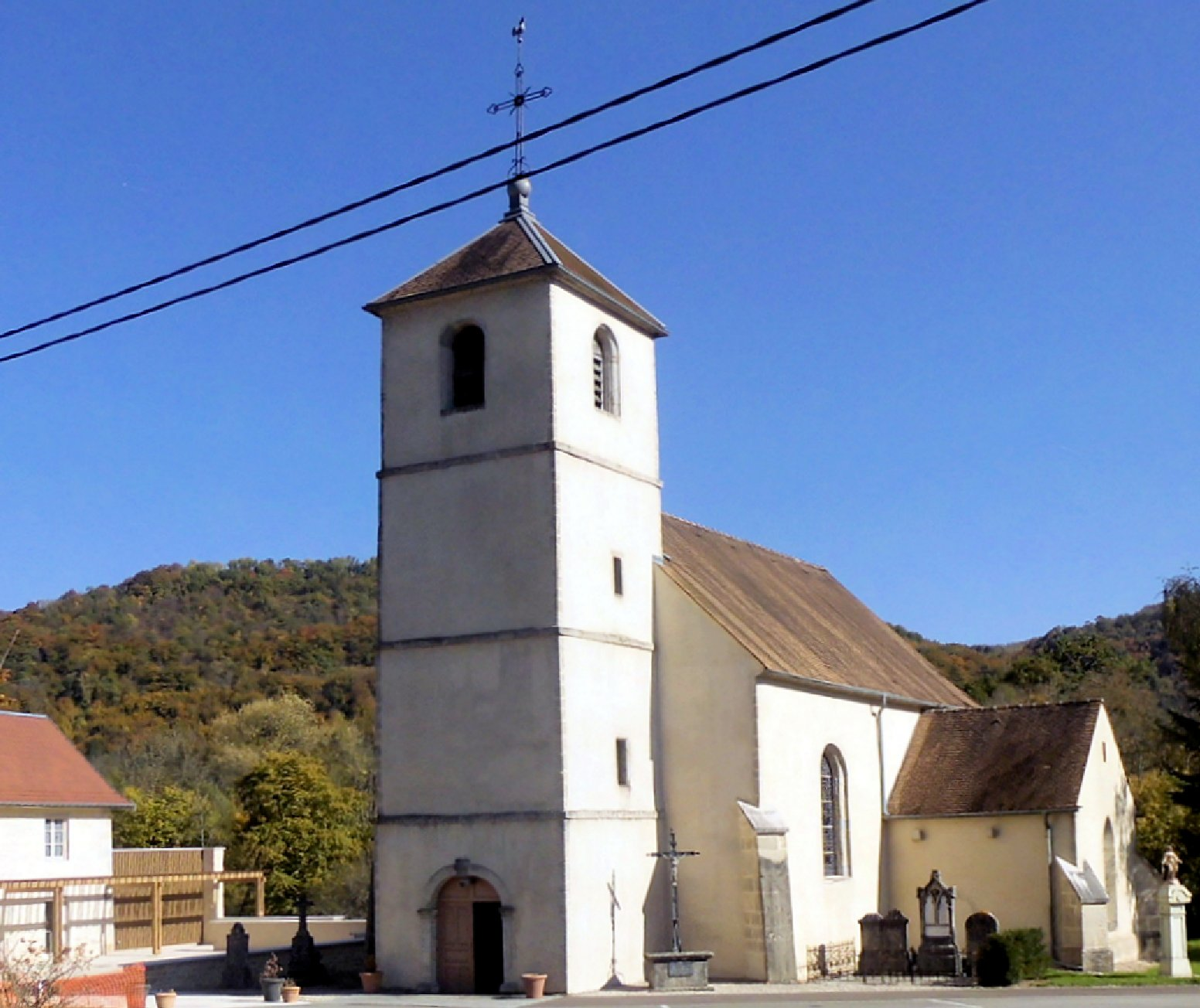
Kirche St. Georg
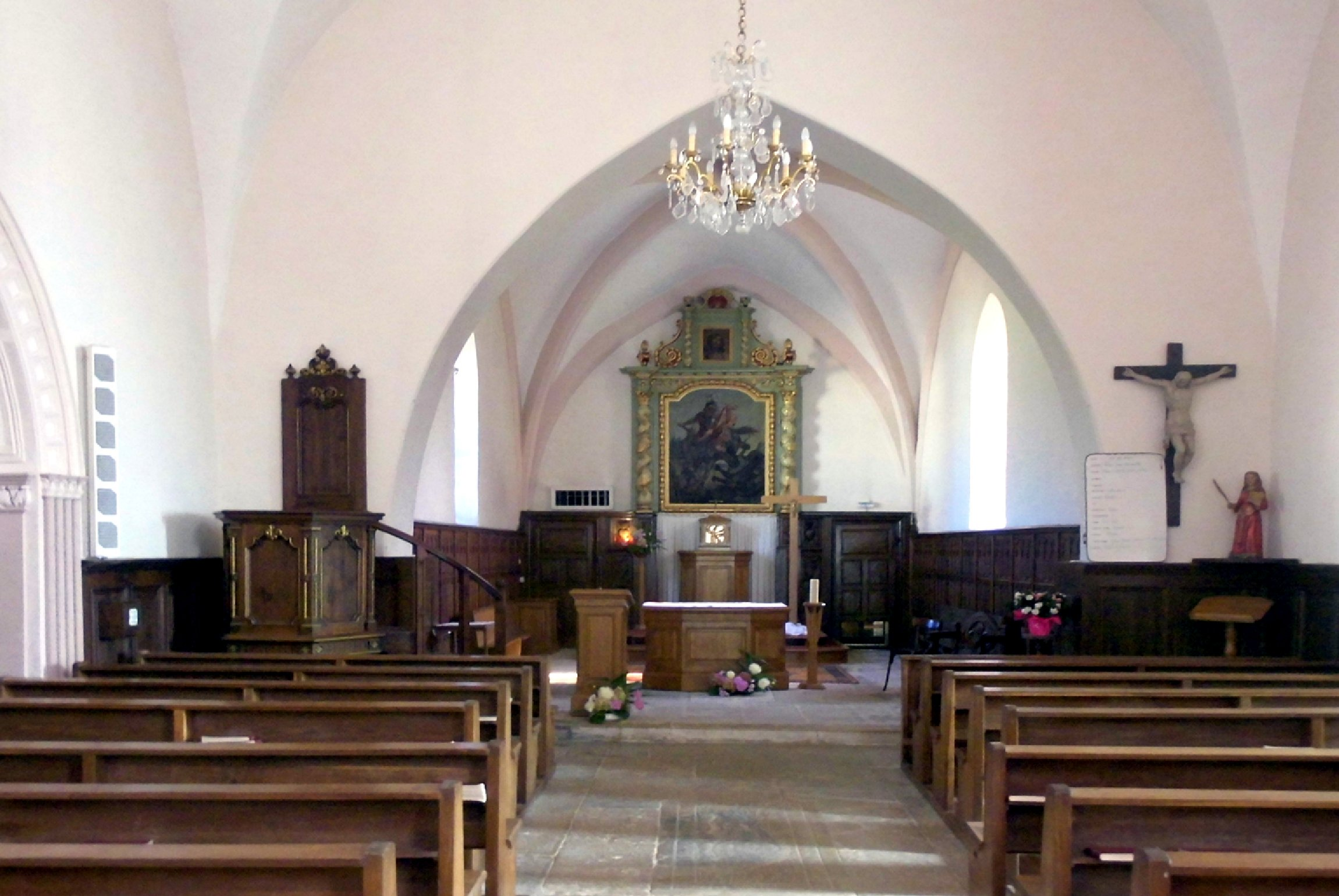
Innenansicht der Kirche

## Bevölkerung
| Jahr                       | 1962 | 1968 | 1975 | 1982 | 1990 | 1999 | 2007 | 2018 |
| Einwohner                  | 115  | 116  | 125  | 128  | 113  | 153  | 138  | 169  |
| Quellen: Cassini und INSEE |      |      |      |      |      |      |      |      |

Mit 164 Einwohnern (Stand 1. Januar 2022) gehört Dampjoux zu den kleinsten Gemeinden des Départements Doubs. Nachdem die Einwohnerzahl in der ersten Hälfte des 20. Jahrhunderts stets im Bereich zwischen 80 und 110 Personen gelegen hatte, wurde seit Beginn der 1970er Jahre ein leichtes Bevölkerungswachstum verzeichnet.

## Wirtschaft und Infrastruktur
Dampjoux war bis weit ins 20. Jahrhundert hinein ein vorwiegend durch die Landwirtschaft (Viehzucht und Milchwirtschaft, Acker- und Obstbau) geprägtes Dorf. Daneben gibt es heute einige Betriebe des lokalen Kleingewerbes. Am Doubs befindet sich ein Wasserkraftwerk. Viele Erwerbstätige sind auch Wegpendler, die in den größeren Ortschaften der Umgebung ihrer Arbeit nachgehen.
Die Gemeinde ist verkehrstechnisch gut erschlossen. Sie liegt nahe der Departementsstraße D437, die von Montbéliard durch das Doubstal nach Maîche führt. Eine weitere Straßenverbindung besteht mit Bief.